# 杉山徹宗
杉山 徹宗（すぎやま かつみ、1942年 - ）は、日本の国際関係研究者。法学博士。

## 略歴
東京都出身。
1965年、慶應義塾大学法学部卒業。アメリカ・ウィスコンシン大学大学院修士課程修了。カリフォルニア州立大学講師（在米12年）を経て、嘉悦女子短期大学助教授、明海大学不動産学部教授、同大名誉教授。
現在、陸上自衛隊幹部学校・指揮幕僚課程および高級課程講師、財団法人ディフェンス・リサーチ・センター理事・研究委員。専門は外交史、戦略論。

## 著書
- 『ソビエト軍事症候群 - 狙われる日本』（原書房） 1982
- 『アメリカ短大・各種学校名鑑』（鷹書房弓プレス） 1983
- 『トラベル英会話 - フリガナつき』（鷹書房弓プレス） 1983
- 『歯科医院の英会話に強くなる本』（クインテッセンス出版） 1983
- 『最新国際関係情報事典』（鷹書房弓プレス） 1984
- 『日本のSDI戦略 - スターウォーズ構想 核兵器の憂うつ』（鷹書房弓プレス） 1985
- 『アメリカ・カナダ歯科大学名鑑』（鷹書房弓プレス） 1985
- 『超大国アメリカ - そのパワーの源泉』（鷹書房弓プレス） 1986
- 『列国の興亡 - その戦略と外交史』（泰流社） 1989、のち改版 1995
- 『英米の興亡と日本の戦略』（鷹書房弓プレス） 1989
- 『国際防衛巧略論 - ファジー工学的手法からのメガロ・カレント予測論』（鷹書房弓プレス） 1990
- 『大学基礎文法・作文 Basic English for College Students』（鷹書房弓プレス） 1992
- 『大学実用文法・作文 Practical English for College』（鷹書房弓プレス） 1994
- 『基礎LL・英会話 Basic Drills for English Conversation』（鷹書房弓プレス） 1994
- 『アメリカ式経営の秘訣 - 米国企業はなぜ退役軍人を歓迎するのか』（原書房） 1994
- 『読めて書ける新聞英語　1994/95年版 Newspaper English for Reading』（鷹書房弓プレス） 1994
- 『自衛隊改造講座 - 世界人類のための平和活用』（原書房） 1995
- 『大国の外交戦略史』（鷹書房弓プレス） 1998
- 『中国4000年の真実 - 侵略と戦慄』（祥伝社） 1999
- 『軍事帝国中国の最終目的 - そのとき、日本は、アメリカは』（祥伝社） 2000、のち改版 2001
- 『稲作民外交と遊牧民外交 - 日本外交が翻弄される理由』（講談社） 2004
- 『真実の中国4000年史 - 侵略と殺戮』（祥伝社） 2004
- 『目からウロコの勝者の戦略』（光人社） 2005
- 『なぜ日本はアメリカに勝てないか - 日米の現状を打破するための秘訣』（光人社） 2005
- 『軍事帝国中国の最終目的 - そのとき、日本は、アメリカは…』（祥伝社） 2005
- 『なぜ中国は平気で嘘をつくのか - 比較研究／日本人と中国人』（光人社） 2006
- 『なぜ朝鮮民族は日本が嫌いなのか - 朝鮮半島二千五百年の真実』（光人社） 2007
- 『騙しの交渉術 - 20世紀外交史にみる卑怯な国家』（光人社） 2007
- 『パニックに陥りやすいあなたのための危機管理読本 - 具体例で体得する安全確保マニュアル』（光人社） 2008
- 『平和宇宙戦艦が世界を変える』（芙蓉書房出版） 2009

第19回日本トンデモ本大賞受賞。
- 『なぜ日本が中国最大の敵なのか - 比較防衛学から見た中国の脅威』（光人社） 2009
- 『なぜ中国人は怖い民族になったのか - 歴史の闇に秘められた中国の真実』（光人社） 2010
- 『なぜ朝鮮民族は日本が嫌いなのか - 朝鮮半島二千五百年の真実』（光人社） 2010
- 『ニュー・フロンティア戦略 - 「宇宙」と「海洋」を拓けば日本は甦る』（幸福の科学出版） 2011

### 共著
- 『企業の危機管理 - 対策と実践』（プレジデント社） 1991
- 『ここを直せば良くなる日本 - 日本体質の欠陥』（泰流社） 1993
- 『読めて書ける新聞英語 〈1996－97年版〉 Newspaper English for reading』（鷹書房弓プレス） 1996
- 『未来をめざす大学改革 - 大学の危機を救うために』（鷹書房弓プレス） 1996
- 『最新・国際政治関係論 - 21世紀の安全保障』（鷹書房弓プレス） 2000
- 『Fundamentals of Media English 2000/2001年版 - メディア英語の基礎2000/2001年版』（鷹書房弓プレス） 2000
- 『日本人よ! 胸を張れ - 世界最大！われわれが「平和」に払ったこれだけの人と』（祥伝社） 2001
- 『企業の危機管理とその対応 - 戦いの原則と経営活動』（鷹書房弓プレス） 2002
- 『国家・国民と危機管理 - 求められる意識改革』（鷹書房弓プレス） 2003
- 『防衛ってなに - 君は知ってるかな？ 自衛隊と日本の防衛』（鷹書房弓プレス） 2004
- 『21世紀の国際関係論 - 国際社会の将来と日本の責務』（鷹書房弓プレス） 2007
- 『国際安全保障データ 〈2010－2011〉 - 数字で読む明日の世界』（鷹書房弓プレス） 2010
- 『現代日本防衛論』（芦書房） 2011
- 『本当のことがわかる! 放射能のすべて』（日本文芸社） 2011

## 論文
- 国立情報学研究所収録論文 国立情報学研究所